# Claude Maman
Pour les articles homonymes, voir Maman.
Claude Maman, né le 16 juillet 1941 à  Fès au  Maroc, est un rabbin français, rabbin de Clermont-Ferrand, Puy-de-Dôme, puis Grand-rabbin de Bordeaux (1975-2006),, membre du cabinet du Grand-rabbin de France Gilles Bernheim, chargé des derniers devoirs.

## Biographie
Claude Maman fait ses études rabbiniques à la Yechiva d'Aix-les-Bains, au Séminaire israélite de France (SIF) puis devient rabbin de Clermont-Ferrand (Puy-de-Dôme), Adjoint du Grand rabbin de Lyon (Jean Kling), Rabbin d'Annecy, Rabbin de Nantes et enfin, 1975, Grand-rabbin de Bordeaux, jusqu'en 2006, pendant 31 ans. Il est aumônier des hôpitaux et aumônier des prisons. Il est père de quatre filles : Myriam, Eva, Ruth, Danielle.
Il est l'oncle de Nicolas Daragon.

### Création d'une école juive à Bordeaux
Dès son arrivée à Bordeaux, il veut y créer une Ecole juive. Il parvient à convaincre 4 premières familles qui inscriront leurs enfants à la rentrée 1982. L'inauguration a lieu en présence de Jacques Chaban-Delmas. Le Grand Rabbin Maman fait installer des préfabriqués dans la Cour intérieure de la synagogue, financés par des bienfaiteurs.
Il nomme cette école le Gan Yossef à la mémoire du Grand-rabbin Joseph Cohen qui a échappé à la déportation en s'échappant par la cour où l'école juive s'installe.
Il gère cette école et la préside. 
En 2014, le Gan Yossef devient Ecole Edmond J Safra. La Fondation du même nom finance l'achat du nouvel immeuble de l'école pour que le Gan Yossef ait des locaux spacieux et confortables.

### Activités
Il participe à la préservation des cimetières juifs d'Europe, à des cérémonies inter-religieuses, avec le cardinal Jean-Pierre Ricard,, et au Deuxième Congrès Mondial des Imams et Rabbins Pour la Paix, à Séville, en Espagne, du 19 au 22 mars 2006.
Il s'exprime en 2002, sur l'affaire Maurice Papon et devient membre du Cabinet du Grand-rabbin de France, Gilles Bernheim, puis de Haim Korsia, chargé des derniers devoirs (hevra kaddisha),.

## Honneurs
- Chevalier de la Légion d'honneur
- Officier de l'ordre national du Mérite, le 4 novembre 2011.

## Œuvres
- Une vie d'espérance de Fès à Bordeaux. Preface du Grand-rabbin de France Haïm Korsia. Editions transmettre. 2015.